# José Luis Lamadrid Sauza
José Luis Benjamín Lamadrid Sauza (Guadalajara, Jalisco, 22 de febrero de 1931-1 de octubre de 2003) fue un político mexicano, miembro del Partido Revolucionario Institucional. Ha tenido una dilatada carrera política, que lo ha llevado a ser cinco veces diputado federal, una vez senador y a ocupar numerosos cargos partidistas.

## Estudios
Fue licenciado en Derecho egresado de la Universidad de Guadalajara en 1954, fue profesor de la misma de 1951 a 1961 y de la Universidad Nacional Autónoma de México de 1970 a 1971. Fue miembro del PRI desde 1952 hasta su fallecimiento.
Fue considerado un especialista en derecho electoral, y en los diversos puestos políticos que ocupó, intervino en el diseño de las reformas electorales de 1977, de 1989 y de 1996.

## Carrera política
En 1958 inició su carrera política como representante del PRI ante la Comisión Electoral de Guadalajara, y de 1959 a 1961 fue oficial Mayor en el Departamento de Educación Pública del gobierno de Jalisco. En 1961 fue por primera ocasión elegido diputado federal, siendo representante del Distrito 1 de Jalisco a la XLV Legislatura, ejerciendo de ese año a 1964. En esta legislatura fue representante de la Cámara de Diputados ante la Comisión Federal Electoral y representante de México en la II conferencia Interparlamentaria Americana.
De 1964 a 1965 fue secretario de Prensa y Propaganda del comité ejecutivo nacional del PRI; y a partir de 1972 ocupó los siguientes cargos en el mismo comité nacional: primer vocal de la comisión coordinadora de convenciones, delegado y secretario adjunto de 1972 a 1973, y secretario de acción social del PRI, ambos en Veracruz, de 1973 a 1975.
Simultánemanete, de 1973 a 1976 fue por segunda ocasión diputado federal, esta vez por el Distrito 11 de Jalisco a la XLIX Legislatura; ese mismo año fue representante priista en la Comisión Federal Electoral.
De 1976 a 1978 fue oficial mayor y de 1978 a 1979 subsecretario, ambos en la Secretaría de Gobernación, siendo titular de la misma Jesús Reyes Heroles. De 1982 a 1985 fue por tercera ocasión diputado federal, nuevamente por el Distrito 1 de Jalisco y ahora a la LII Legislatura, siendo durante ésta, miembro de la Gran Comisión de la Cámara. Al término, de 1985 a 1988, fue embajador de México en Nicaragua.
Al retornar, fue por cuarta ocasión diputado federal, a la LIV Legislatura de 1988 a 1991, pero en esta ocasión por la vía de la representación proporcional y en la que ocupó el cargo de presidente de la Comisión de Reglamento y Prácticas Parlamentarias; y de 1991 a 1997 fue elegido senador por el estado de Jalisco, ejerciendo para las Legislaturas LV y LVI y en la que fue presidente de la Comisión de Puntos Constitucionales.
Además, en 1989 fue nuevamente representante del PRI en la Comisión Federal Electoral, y del 14 de mayo de 1992 al 5 de abril de 1994 fue secretario general del comité ejecutivo nacional del PRI, siendo presidentes del mismo Genaro Borrego Estrada y Fernando Ortiz Arana, y siendo sustituido en dicho cargo por Ignacio Pichardo Pagaza. Terminó dicho año de 1994 en los cargos de presidente del consejo consultivo de la Fundación Cambio XXI y coordinador de la subcomisión para la reforma del PRI.
Fue por quinta y última ocasión diputado federal, nuevamente por la vía plurinominal y a la LVII Legislatura de 1997 a 2000; en ella fue integrante de las siguientes comisiones: Especial de Estudios Legislativos; de Gobernación y Puntos Constitucionales; y de Reglamento y Prácticas Parlamentarias.
Falleció en la Ciudad de México el 1 de octubre de 2003.